# Hainzell
Hainzell ist ein Ortsteil der Gemeinde Hosenfeld im osthessischen Landkreis Fulda.

## Geografische Lage
Hainzell liegt an der westlichen Kreisgrenze im Landkreis Fulda unweit zum Vogelsbergkreis. Überörtliche Straßenanbindungen sind die von Flieden über Hauswurz und Hosenfeld kommende und nach Großenlüder führende Landesstraße L3141 und die von Fulda nach Herbstein führende Landesstraße L3139. In der Flurlage westlich von Hainzell mündet der Bach Jossa in die Lüder, die von Bermutshain kommt. Der tiefste Punkt liegt an der Gemarkungsgrenze zu Kleinlüder am Lüderweg bei 270 m über NN. Die höchste Erhebung in der Gemarkung ist die Höhe 389,6 bei der Lanzengrube, einem Einzelhof in der nördlichen Hainzeller Gemarkung.

## Geschichte

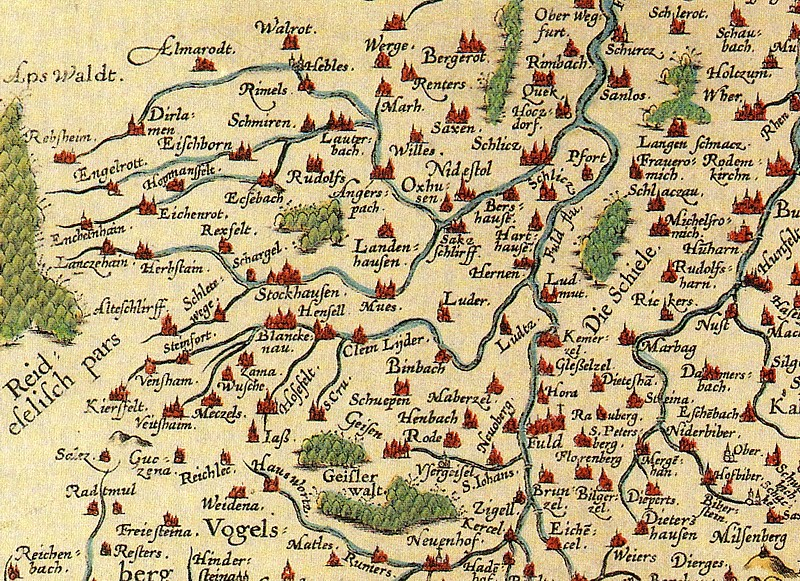
Lage von Hainzell (Hensell) auf einer Kartes des Hochstifts Fulda von 1574

### Ortsgeschichte
Vor- und Frühgeschichte
Schon lange vor der ersten urkundlichen Erwähnung hat das heutige Hainzell nach archäologischen Steinzeitfunden von Joseph Vonderau existiert. Das Vorhandensein sicher nachgewiesener Hügelgräber, Gräber aus der Latènezeit in den Flurteilen „Hinneberg“ und Hinnerkippel (Hünenberg, Hünenküppel) sprechen dafür. So schrieb Lehrer Schilling in seiner Chronik: „An der Südwestseite der Hainburg wurden bei Rodungsarbeiten Urnen alter germanischer Gräber gefunden, und einige 100 m südlich dieser Stelle (unweit der Sandgrube (Volksmund: Sandkutt Hünerberg)) zeigen sich heute noch vereinzelt Hügel, die wir wohl als altgerm. Hünengräber (Dolmen) ansprechen dürfen.“
Bei Ausschachtungsarbeiten zum Kirchenneubau 1925 wurde von Lehrer Schilling in seiner „Geschichte des Ortes“ vermerkt: „Bei Ausschachtungen zum Kirchenneubau, die im Herbst 1925 hier begonnen wurden, stieß man auf ein eigenartiges Grab, das vielleicht als Hockergrab angesprochen werden darf: 3 Skelette- 2 größere, 1 kleineres – vermutlich Mann, Frau und Kind, sämtlichst in sitzender Stellung, Schädelachse senkrecht, also Gesicht nach vorne, und zwar nach Osten gerichtet. Jeder Schädel war horizontal mit gewölbten Ziegel überdeckt, der rechts und links des Kopfes auf einem Stein ruhte.“
Frühes Mittelalter
Aus der Geschichte von Großenlüder geht hervor, dass Hainzell und das Tal der Jossa mit Hosenfeld und Jossa um 850 bereits zum Kirchspiel von „Lutraha“ oder „Luttara“ (Großenlüder) gehörten.
Im Frühmittelalter, wahrscheinlich im 9. Jahrhundert, hatte eine Seitenlinie der Burgherren von Schlitz auf der Hainburg (früher wohl Blankenberg) bei Blankenau die Burg Blankenwald errichtet und entsprechenden Grundbesitz erworben oder als Lehen erhalten. Weil die Herren von Blankenwald in späteren Zeiten dann auch als Raubritter unterwegs waren, ließ der Fuldaer Fürstabt Berthold II. von Leipolz 1264 die Burg Blankenwald erstürmen und schleifen.
Erste urkundliche Erwähnung
Im Jahre 1279 wurde Hainzell in einer Schenkungsurkunde als villa Heinchelle bekanntermaßen erstmals urkundlich erwähnt. Eine dauerhafte Ansiedlung ist durch die Gründung in der besagten Urkunde des Simann (Simon) von Blankenwald und seiner Mutter Agnes, Witwe des Ritters Hermann von Blankenwald („Blankeinwalt“), schenkten diese eine Hufe in Heinchelle am Ausgang des Dorfes, entstanden. Sie schenkten das Grundstück das alljährlich ein Pfund fuldischer Pfennige außer dem Grundzins und anderen geringfügigen Rechten erbrachte und von einem gewissen Schwan(cignus) bebaut wurde, mit allen Rechten dem Kloster Blankenau (Blankenowe) zu ihrem in ihres Gemahls Hermann Seelenheil, so wie es ihr Gemahl vorher bestimmt hatte, vorbehaltlich der Nutznießung des Sohnes auf Lebenszeit. Nach dem Tode sollte der Erlös aus der Hufe ohne Widerspruch seitens der Erben zur Abhaltung eines Jahrgedächtnisses den Nonnen von Blankenau gehören.
1308 vermachte Simon von Blankenwald dem Kloster Blankenau das Dorf, sein Lehen vom Kloster Fulda das an einer alten Handelsstraße, dem Ortelsweg an einer Furt über den Schwarzen Fluss lag.
Die Edlen von Hehenzelle
Bereits 1343 wird ein „Heinrich von Hehenzelle“ und um 1346 wird das Geschlecht der „Edlen von Hehenzelle“, die vornehmlich im Gebiet der Abtei Fulda als Ministeriale tätig waren, in mehreren Urkunden 1343, 1367, 1376, 1386 und 1397 bezeugt. Das Wappen „derer von Hehenzelle“ war ein sehr einfaches Schildwappen in rechteckiger Form mit kleiner Spitze an der unteren Seite. Es wird von einem dicken schwarzen Balken durchzogen. Die Blasonierung zeigt den schwarzen Querbalken von links oben nach rechts unten verlaufend auf silbernem Grund. Die Deutung des Wappens lässt sich mit dem Lehens- oder Landbesitz (Kloster Fulda) „Hehenzelle“ an der Schwarza (Schwarzer Fluss) in Verbindung bringen.
 Erste Kapelle 
Um 1500 wird für Hainzell bereits eine Kapelle erwähnt. 1656 wird für die Kapelle das Patrozinium von den Hl. Simplicius und Faustinus von Rom genannt und ist zu dieser Zeit eine Filiale von Großenlüder. 1787 gehörte Hainzell zur Fürstabtei Fulda und zum Gericht Lüder. 1812 war es Tochterkirche von Blankenau.
Heutige Kirche
Im Jahre 1925/1926 wurde die heutige Filialkirche nach einem Entwurf von Hermann Mahr gebaut und nach den Ortspatronen St. Simplicius, Faustinus und Beatrix geweiht. Die Filialkirche gehört zum Pfarrverbund Kleinheiligkreuz im Dekanat Neuhof-Großenlüder des Bistums Fulda.
Historische Verwaltung
Mit dem Friedensvertrag zwischen Frankreich und dem Heiligen Römischen Reich unter dem römisch-deutschen Kaiser Franz II. von Luneville 1801 wurde von Napoleon die Säkularisation in Deutschland eingeleitet und die geistlichen Gebiete weltlichen Fürsten zugeteilt. Daher ging die selbständige Fürstabtei Fulda und die dazugehörigen Gebiete wie viele andere, 1803 an Wilhelm von Nassau-Oranien. Damit verlor auch der letzte Propst Josef von Hattersdorf der Propstei Blankenau und Hainzell seine Rechte und Pflichten. 1806 trat Nassau-Oranien dem von Napoleon und Frankreich gewünschten Rheinbund nicht bei, daher kam das Fürstbistum unter die Schutzherrschaft von Napoleon, der 1810 das Großherzogtum Frankfurt bildete, dem neben anderen Städten und Fürstbistümern auch Fulda unter dem Fürstprimas Karl Theodor von Dalberg angehörte. In den Nachfolgejahren wurde die erste kommunale Selbstverwaltung auch in den Dörfern wie Hainzell aufgebaut. 1812 stand an deren Spitze der französische Ortsmaire (Bürgermeister). 1816 fiel das Fuldaer Gebiet an Kurhessen-Kassel und 1866 an Preußen.
Hessische Gebietsreform (1970–1977)
Die bis dahin selbständigen Gemeinden Blankenau, Brandlos, Hainzell, Jossa, Pfaffenrod, Poppenrod und Schletzenhausen mit dem Weiler Gersrod gaben am 31. Dezember 1971 ihre Eigenständigkeit auf und wurden im Zuge der Gebietsreform in Hessen auf freiwilliger Basis in die Gemeinde Hosenfeld eingegliedert.
Für alle nach Hosenfeld eingegliederten Gemeinden und die Kerngemeinde wurde je ein Ortsbezirk gebildet.

### Verwaltungsgeschichte im Überblick
Die folgende Liste zeigt die Staaten und Verwaltungseinheiten, denen Hainzell angehört(e):
- vor 1803: Heiliges Römisches Reich, Hochstift Fulda, Propsteiamt Blankenau
- 1803–1806: Heiliges Römisches Reich, Fürstentum Nassau-Oranien-Fulda,[Anm. 2] Fürstentum Fulda, Amt Blankenau
- 1806–1810: Kaiserreich Frankreich,[Anm. 3] Fürstentum Fulda (Militärverwaltung)
- 1810–1813: Großherzogtum Frankfurt, Departement Fulda, Distrikt Großenlüder
- ab 1816: Kurfürstentum Hessen, Großherzogtum Fulda, Amt Großenlüder[8]
- ab 1821: Kurfürstentum Hessen, Provinz Fulda, Kreis Fulda[Anm. 4]
- ab 1848: Kurfürstentum Hessen, Bezirk Fulda
- ab 1851: Kurfürstentum Hessen, Provinz Fulda, Kreis Fulda
- ab 1867: Norddeutscher Bund,[Anm. 5] Königreich Preußen,[Anm. 6] Provinz Hessen-Nassau, Regierungsbezirk Kassel, Kreis Fulda
- ab 1871: Deutsches Reich, Königreich Preußen, Provinz Hessen-Nassau, Regierungsbezirk Kassel, Kreis Fulda
- ab 1918: Deutsches Reich, Freistaat Preußen, Provinz Hessen-Nassau, Regierungsbezirk Kassel, Kreis Fulda
- ab 1944: Deutsches Reich, Freistaat Preußen, Provinz Kurhessen, Landkreis Fulda
- ab 1945: Deutsches Reich, Amerikanische Besatzungszone,[Anm. 7] Groß-Hessen, Regierungsbezirk Kassel, Landkreis Fulda
- ab 1946: Deutsches Reich, Amerikanische Besatzungszone, Hessen, Regierungsbezirk Kassel, Landkreis Fulda
- ab 1949: Bundesrepublik Deutschland, Hessen, Regierungsbezirk Kassel, Landkreis Fulda
- ab 1972: Bundesrepublik Deutschland, Hessen, Regierungsbezirk Kassel, Landkreis Fulda, Gemeinde Hosenfeld

## Bevölkerung

### Einwohnerentwicklung
| • 1812: | 58 Feuerstellen, 609 Seelen |

| Hainzell: Einwohnerzahlen von 1812 bis 2020 | Hainzell: Einwohnerzahlen von 1812 bis 2020 | Hainzell: Einwohnerzahlen von 1812 bis 2020 | Hainzell: Einwohnerzahlen von 1812 bis 2020 | Hainzell: Einwohnerzahlen von 1812 bis 2020 |
| --- | ------------------------------------------- | ------------------------------------------- | ------------------------------------------- | ------------------------------------------- |
| Jahr |                                             |                                             |                                             | Einwohner                                   |
| 1812 | 1812                                        |                                             | 609                                         | 609                                         |
| 1834 | 1834                                        |                                             | 730                                         | 730                                         |
| 1840 | 1840                                        |                                             | 821                                         | 821                                         |
| 1846 | 1846                                        |                                             | 825                                         | 825                                         |
| 1852 | 1852                                        |                                             | 767                                         | 767                                         |
| 1858 | 1858                                        |                                             | 746                                         | 746                                         |
| 1864 | 1864                                        |                                             | 748                                         | 748                                         |
| 1871 | 1871                                        |                                             | 673                                         | 673                                         |
| 1875 | 1875                                        |                                             | 679                                         | 679                                         |
| 1885 | 1885                                        |                                             | 659                                         | 659                                         |
| 1895 | 1895                                        |                                             | 597                                         | 597                                         |
| 1905 | 1905                                        |                                             | 674                                         | 674                                         |
| 1910 | 1910                                        |                                             | 700                                         | 700                                         |
| 1925 | 1925                                        |                                             | 660                                         | 660                                         |
| 1939 | 1939                                        |                                             | 716                                         | 716                                         |
| 1946 | 1946                                        |                                             | 1.002                                       | 1.002                                       |
| 1950 | 1950                                        |                                             | 932                                         | 932                                         |
| 1956 | 1956                                        |                                             | 808                                         | 808                                         |
| 1961 | 1961                                        |                                             | 802                                         | 802                                         |
| 1967 | 1967                                        |                                             | 881                                         | 881                                         |
| 1970 | 1970                                        |                                             | 955                                         | 955                                         |
| 1979 | 1979                                        |                                             | 1.005                                       | 1.005                                       |
| 1995 | 1995                                        |                                             | 1.153                                       | 1.153                                       |
| 2011 | 2011                                        |                                             | 1.209                                       | 1.209                                       |
| 2020 | 2020                                        |                                             | 1.145                                       | 1.145                                       |
| Datenquelle: Historisches Gemeindeverzeichnis für Hessen: Die Bevölkerung der Gemeinden 1834 bis 1967. Wiesbaden: Hessisches Statistisches Landesamt, 1968. Weitere Quellen: LAGIS; Gemeinde Hosenfeld (HW+NW); Zensus 2011 |                                             |                                             |                                             |                                             |

### Einwohnerstruktur 2011
Nach den Erhebungen des Zensus 2011 lebten am Stichtag, dem 9. Mai 2011, in Hainzell 1209 Einwohner. Darunter waren 15 (1,2 %) Ausländer.
Nach dem Lebensalter waren 264 Einwohner unter 18 Jahren, 525 zwischen 18 und 49, 186 zwischen 50 und 64 und 237 Einwohner waren älter.
Die Einwohner lebten in 468 Haushalten. Davon waren 108 Singlehaushalte, 129 Paare ohne Kinder und 192 Paare mit Kindern, sowie 30 Alleinerziehende und 12 Wohngemeinschaften. In 102 Haushalten lebten ausschließlich Senioren und in 312 Haushaltungen lebten keine Senioren.

### Historische Religionszugehörigkeit
| • 1885: | zwei evangelische (= 0,30 %), 656 katholische (= 99,59 %), ein jüdischer (= 0,15 %) Einwohner |
| • 1961: | 17 evangelischer (= 2,12 %), 776 katholische (= 96,76 %) Einwohner                            |

## Kirchengeschichte / Religionen
Katholische Kirche

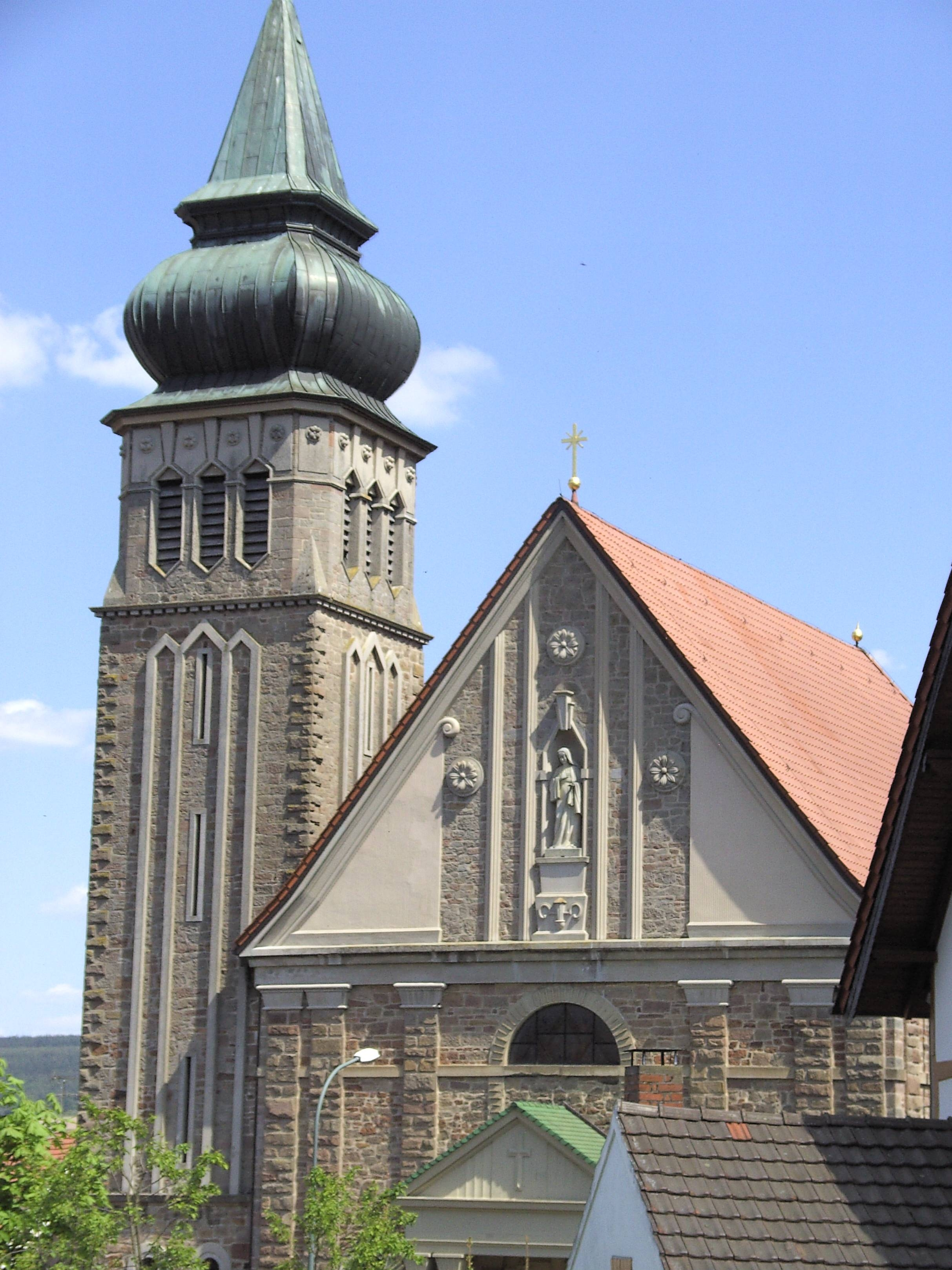
Die katholische Pfarrkirche von Hainzell aus dem Jahre 1926

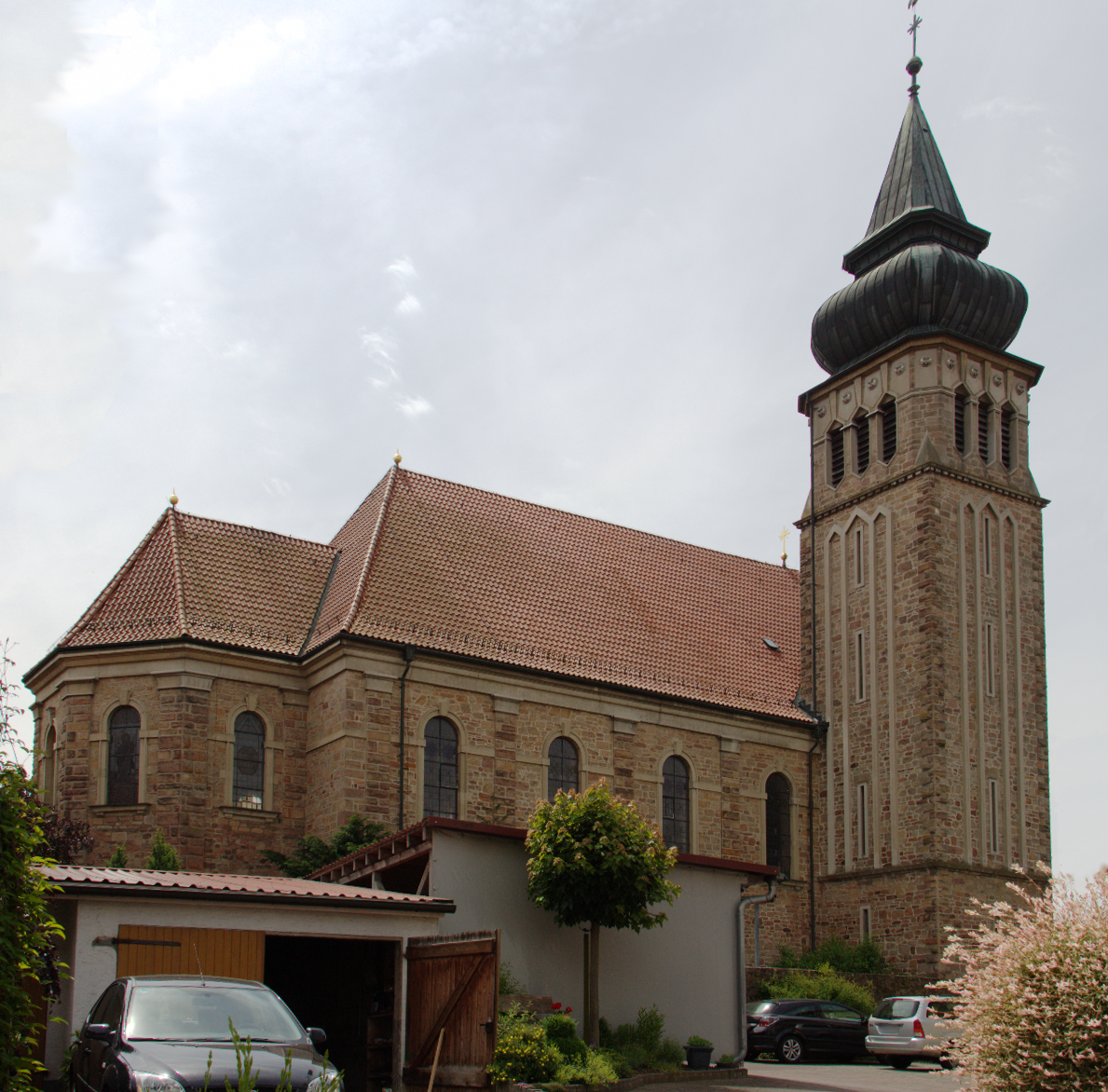
Die katholische Pfarrkirche (Nordansicht-Hessenhofstraße)

Geschichte der Pfarrei St. Simplitius und Faustinus
Frühgeschichte bis zur Bildung einer eigenen Pfarrei
Über das religiöse und kirchliche Leben der Bewohner von Hainzell in der Zeit vor dem Jahre 1270 lässt sich so gut wie nichts berichten, da keine geschichtlichen Daten vorliegen bzw. bis heute gefunden wurden. Als 1270 das Frauenkloster in Blankenau zusammen mit einer Kirche errichtet worden war, hatte der dortige Propst auch die umwohnenden Gläubigen, zu denen auch die Katholiken in Hainzell gehörten, zu betreuen. Zu dieser Zeit gehörte Hainzell noch zur Pfarrei Großenlüder. Erst 1834 wird es der Pfarrei Blankenau als Filialkirche zugeordnet.
Um 1500 erfolgt die erste Erwähnung einer Kapelle für Hainzell.
Erste belegte Nachrichten über eine Kapelle in Hainzell sind Berichten über Visitationen von 1656 und 1681 zu entnehmen. Aus den beim Abriss der alten Kapelle vorgefundenen Mauerresten wird in der Heimatforschung geschlossen, dass sie aus einer kleinen Wehranlage (Wehrkirche) erbaut wurde. Darauf deuten auch Reste der Mauer hin, die die heutige Kirche umgibt und früher höher und mit Schießscharten versehen war. Ob die erste geschichtliche Erwähnung einer Kapelle in Hainzell darauf schließen lässt, dass diese bereits dem Patrozinium St. Simplicius, Faustinus und Beatrix geweiht war, ist nicht eindeutig geklärt. Eindeutig kann sie auf das Jahr 1656 datiert werden.
Die heutige Pfarrkirche wurde vom Fuldaer Architekten Hermann Mahr 1926 unter Bischof Joseph Damian Schmitt errichtet und wird heute vom Pfarramt Blankenau betreut.
| Pfarrei                                       | Ortsteil(e) | Dekanat            | Pastoralverbund  |
| --------------------------------------------- | ----------- | ------------------ | ---------------- |
| St. Simplicius, St. Faustinus und St. Beatrix | Hainzell    | Neuhof–Großenlüder | Kleinheiligkreuz |

Evangelische Kirche
Die Evangelische Kirche im Raum Fulda, so auch in Hosenfeld, befindet sich in der Diaspora. Hainzell hat in seiner Geschichte keine eigene evangelische Kirchengemeinde beheimatet. Dies trifft für das gesamte Gemeindegebiet zu. Nach den geschichtlichen Erkenntnissen wurde der katholische Glaube durch die im Kloster Fulda und dem späteren Hochstift wirkenden Äbte und späteren Fürstbischöfe auch in Hosenfeld immer wieder verteidigt und gefestigt. Eine besondere Rolle scheint der Fürstabt Balthasar von Dernbach dabei gespielt zu haben. Der evangelische Glaube hatte im Verlauf der Geschichte, wie auch heute, eine geringe Bedeutung.
Heute sind die in Hainzell lebenden evangelischen Christen der Kirchengemeinde in Bad Salzschlirf – Großenlüder zugeordnet.
| Kirchengemeinde             | Ortsteil(e)            | Kirchenkreis | Landeskirche                              |
| --------------------------- | ---------------------- | ------------ | ----------------------------------------- |
| Bad Salzschlirf-Großenlüder | Hainzell und Blankenau | Fulda        | Evangelische Kirche von Kurhessen-Waldeck |

## Politik

### Ortsbeirat
Für den Ortsteil Hainzell besteht ein Ortsbezirk (Gebiete der ehemaligen Gemeinden Hainzell) mit Ortsbeirat und Ortsvorsteher nach der Hessischen Gemeindeordnung.
Der Ortsbeirat besteht aus sieben Mitgliedern. Bei den Kommunalwahlen in Hessen 2021 betrug die Wahlbeteiligung zum Ortsbeirat 59,12 %. Alle Kandidaten gehörten der Hainzeller Bürgergemeinschaft an.
Der Ortsbeirat wählte Bernd Schlitze zum Ortsvorsteher.

### Ehemalig Bürgermeister und Ortsvorsteher
| Titel         | Name                    | Amtszeit          |
| ------------- | ----------------------- | ----------------- |
| Ortsmaire     | Schrimpf,               | 1812              |
| Bürgermeister | Scheibelhut             | 1812              |
| Schultheiß    | Schrimpf                | von 1813 bis 1832 |
| Bürgermeister | Sander                  | von 1832 bis 1833 |
| Bürgermeister | Valentin Helmer         | von 1850 bis 1854 |
| Bürgermeister | Scheibelhut             | von 1850 bis 1854 |
| Bürgermeister | Schrimpf                | von 1854 bis 1863 |
| Bürgermeister | Amand Hosenfeld         | von 1863 bis 1895 |
| Bürgermeister | Pius Hosenfeld          | von 1895 bis 1919 |
| Bürgermeister | Albert Leinweber        | von 1919 bis 1946 |
| Bürgermeister | Leo Engel               | von 1946 bis 1960 |
| Bürgermeister | Wilhelm (Willi) Schmitt | von 1960 bis 1971 |

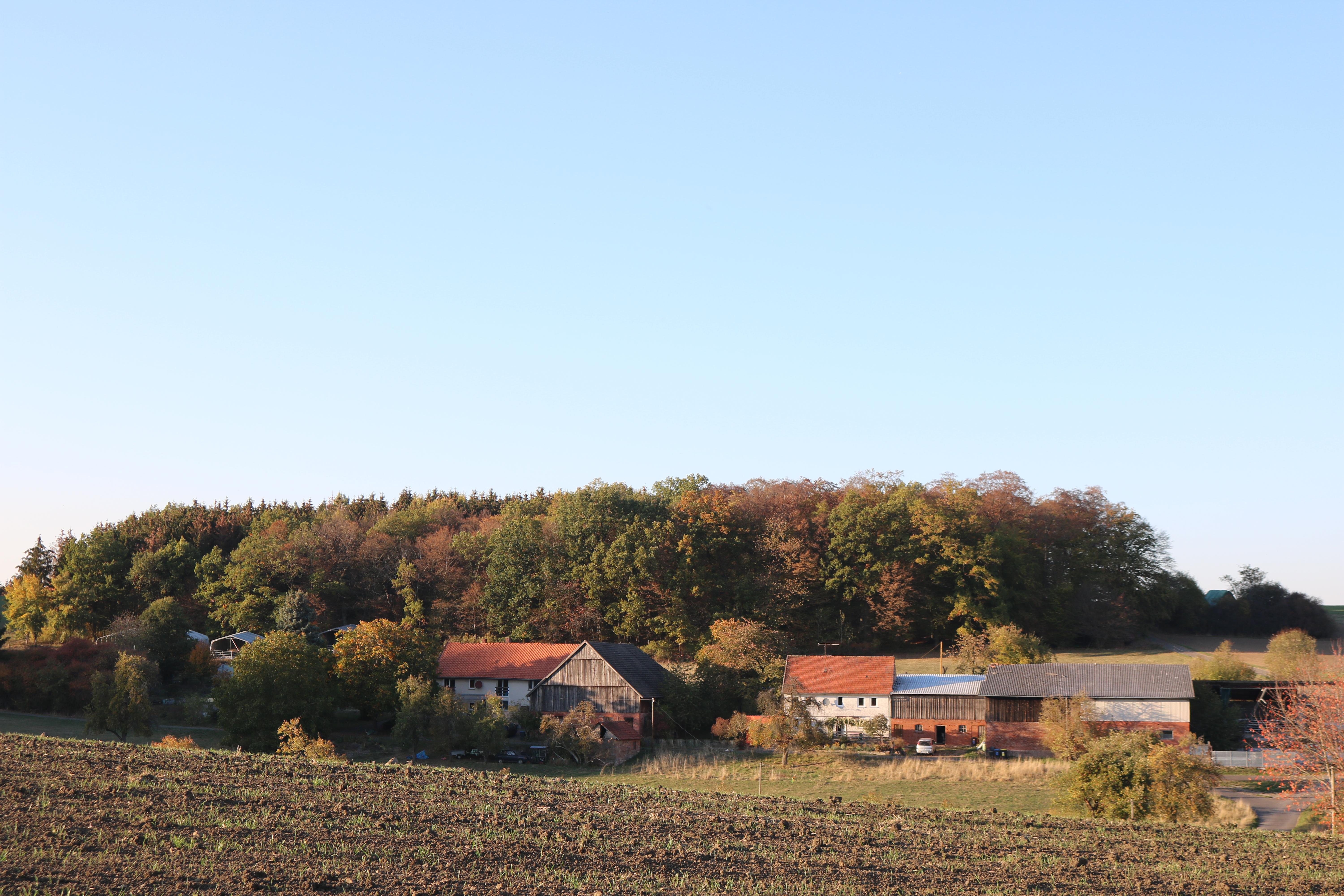
Der Wohnplatz Lanzengrube bei Hainzell

Die ehemals eigenständige Gemeinde Hainzell, zu der bis 1961 die Wohnplätze Ehrenstruth und die Lanzengrube gehörten, wurde im Rahmen der Gebietsreform des Landes Hessen am 31. Dezember 1971 in die Gemeinde Hosenfeld eingegliedert.
Mit der Gebietsreform und der Eingliederung von Hainzell in die Gemeinde Hosenfeld zum 31. Dezember 1971 ging das Bürgermeisteramt in Hainzell unter und wurde entsprechend der Gesetzeslage durch einen Ortsvorsteher, der durch den Ortsbeirat gewählt wird, ersetzt. Die Stellung des Bürgermeisters wurde ab diesem Zeitpunkt durch den gewählten hauptamtlichen Bürgermeister der neuen Großgemeinde Hosenfeld ersetzt (siehe Bürgermeister von Hosenfeld). Der erste Ortsvorsteher nach der Gebietsreform war Willi Schmitt. Seine Amtszeit endete mit der Neuwahl seines Nachfolgers bei den Kommunalwahlen.
| Titel           | Name              | von / bis                    |
| --------------- | ----------------- | ---------------------------- |
| Ortsvorsteher   | Paul Bolz         | ab 1972 bis März 2006        |
| Ortsvorsteherin | Astrid Blumenthal | von 28.04.2006 bis März 2016 |
| Ortsvorsteher   | Bernd Schlitzer   | ab März 2016 bis heute       |

## Kultur und Sehenswürdigkeiten

### Vereine
Das kulturelle und sportliche Leben in der Vogelsberggemeinde wird von zahlreichen Vereinen (12) und Verbänden belebt. Folgende Vereine bereichern mit ihren Aktivitäten das dörfliche Leben.
- Brieftaubenverein Hainzell
- Frauen- und Müttergemeinschaft
- Freiwillige Feuerwehr Hainzell
- Gesangverein Frohsinn Hainzell
- Hainzeller Karnevalverein
- Katholische Arbeitnehmerbewegung KAB Hainzell
- Kulturgemeinschaft Hainzell
- Obst- und Gartenbauverein Hainzell e. V.
- Schwarzatal Plus Förderverein der Grundschule Hainzell-Blankenau e. V.
- Sportgemeinschaft Hainzell e. V.
- Tierschutzverein Verantwortung Leben e. V.
- Wanderfreunde Hainzell 1983 e. V.

### Bauwerke
- Die über 500 Jahre bestehende und noch in Betrieb befindliche Wassermühle Stegmühle An der Brücke 8. Sie ist auch eine Museumsmühle mit Mühlenführungen und angeschlossenem Mühlenladen.
- Die neugotische Katholische Pfarrkirche St. Simplicius und Faustinus wurde 1926 gebaut und trägt im Fuldaer Land wegen ihrer Größe auch den Beinamen „Dom des Vogelsbergs“.

### Freizeit
Bonifatiusroute: Hainzell ist mit der Pfarrkirche ein Ort an der Bonifatius-Route und Stempelstelle für den Pilgerausweis, der in der Kirche erhältlich ist.
Landschaftsschutzgebiet „Auenverbund Fulda“: Seit dem 18. Januar 1993 ist das Tal der Lüder bei Hainzell Landschaftsschutzgebiet.

## Wirtschaft und Infrastruktur

### Verkehr
ÖPNV
Bereits vor dem Zweiten Weltkrieg bestand eine Postbuslinie. Diese wurde später nach Einstellung der Postbuslinien von Bahnbussen übernommen und weitergeführt, bis das Land Hessen den ÖPNV hessenweit eingeführt hat. Im öffentlichen Personennahverkehr (ÖPNV) ist Hainzell an Werktagen mit der im Stundentakt verkehrenden Linie 60 (Brandlos-Fulda) an das Stadtbusnetz Fulda an das Oberzentrum Fulda angebunden.
Straße

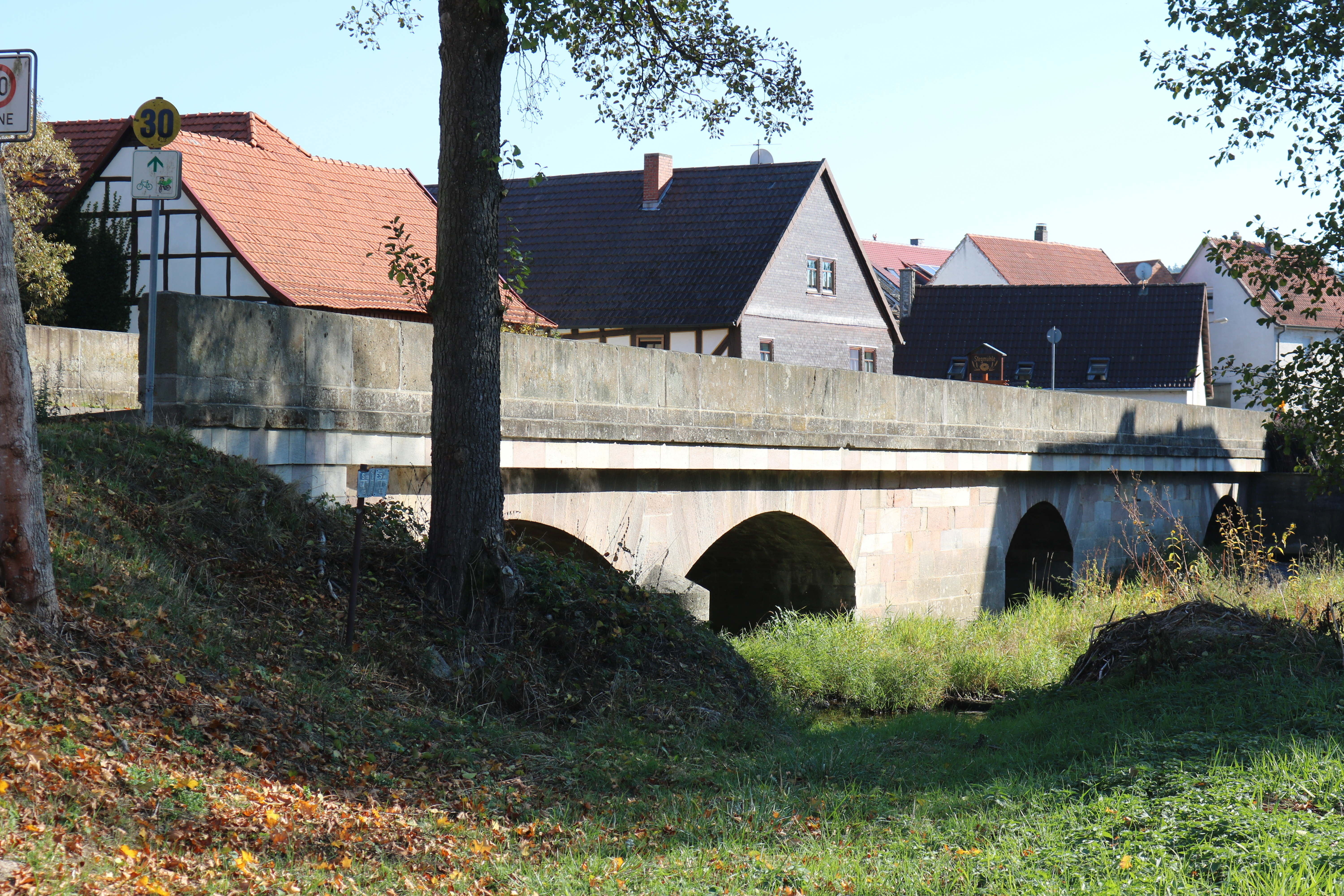
Anstelle einer Jahrhunderte alten Furt mit einem Steg durch die Lüder wurde im Jahr 1852 eine Steinbrücke errichtet

Über die Bundesstraßen 27 und 254 und die Autobahnen 7 und 5 ist Hainzell zu erreichen. Die Verkehrserschließung und Anbindung an das überörtliche Straßennetz erfolgt über die Landesstraßen L 3139 Kleinlüder, Fulda und L 3141 Kleinlüder, Großenlüder in die Bundesstraße 254 einmündet.
Schiene
Hainzell ist über den ÖPNV an den etwa 20 km entfernten Intercitybahnhof-Bahnhof im Stadtzentrum Fulda angebunden. Über den freigestellten Schulbusverkehr nach Großenlüder (Linie 60) ist an Schultagen von der Haltestelle Hainzell-Mitte aus im 7 km entfernten Großenlüder der Regionalbahnhof erreichbar.

### Bildung
In Hainzell befindet sich die Grundschule Schwarzatal mit einer Außenstelle in Blankenau. Die weiterführenden Schulen befinden sich am Schulstandort Großenlüder und in der nahegelegenen Stadt Fulda.
Kindertagesstätte
In der Trägerschaft der Gemeinde Hosenfeld befindet sich die Kindertagesstätte „Kunterbunt“ mit U3-Betreuung – Kinder unter drei Jahren – in Hainzell.
Volkshochschule
In Hosenfeld besteht eine Außenstelle der Volkshochschule des Landkreises Fulda mit einem reichhaltigen und breitgefächerten Bildungsangebot. Die Veranstaltungen finden in der Gymnastikhalle der Grundschule Schwarzatal, Neue Str. 2 oder im Bürgerhaus Hainzell – je nach Kurs – statt.

### Öffentliche Einrichtungen

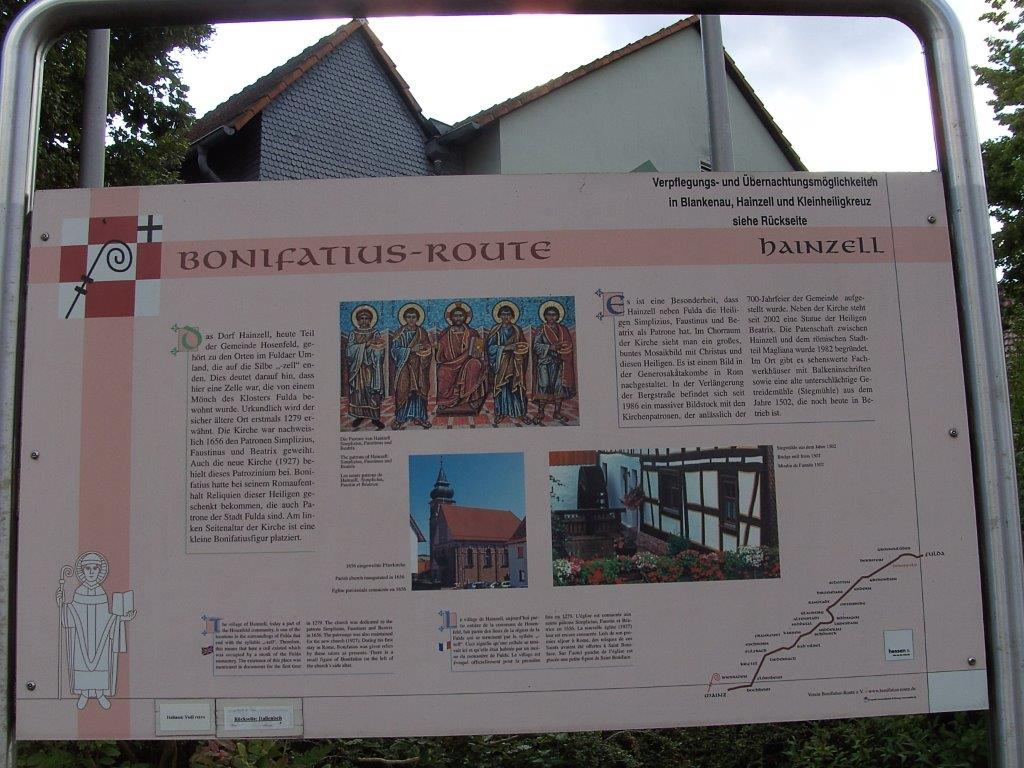
Infotafel zur Bonifatiusroute in Hainzell am Parkplatz des Bürgerhauses an der Brücke

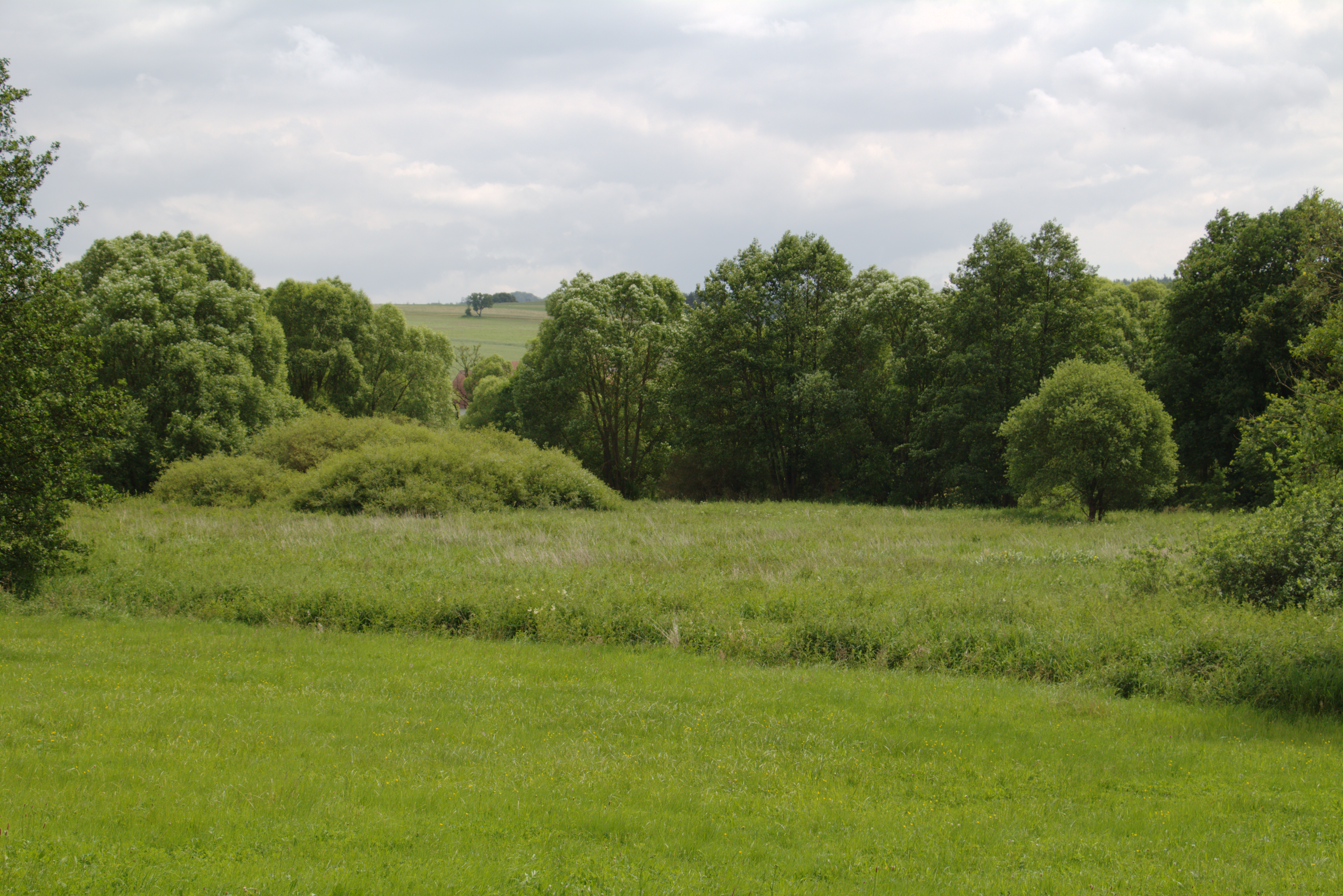
Das Landschaftsbild der Lüder bei der Sportanlage in Hainzell

Hainzell verfügt über einen gemeindlichen Friedhof, eine Mariengrotte in der Lüderaue (unterhalb des Friedhofes). Ein Kriegerehrenmal für die Gefallenen und vermissten Soldaten des Ersten und Zweiten Weltkrieges befindet sich seitlich der Friedhofskapelle. Ein Bürgerhaus ist in einer ehemaligen unter Denkmalschutz stehenden Gaststätte in der Ortsmitte eingerichtet und erweitert worden.
Die weithin sichtbare Katholischen Pfarrkirche und ein Pfarrhaus/Pfarrheim befinden sich in der Kirchbergstraße 3 + 5. Die Grundschule „Schwarzatal“ mit Gymnastikhalle befinden sich in der Neuen Straße 2. Eine Kindertagesstätte „Kunterbunt“ ist in der Straße Am Kindergarten 2 mit 5 Gruppen bis zu 94 Plätzen eingerichtet. Eine Zweigstelle der Volkshochschule bietet Kurse im gemeindlichen Bürgerhaus und in der Gymnastikhalle des Schulträgers an. Zur sportlichen Betätigung steht ein Fußball-Sportplatz mit Vereinsheim/Sportlerhaus und Tennisplatz am Ortsrand zur Verfügung. Den Kindern und Jugendlichen des Dorfes steht ein Kinderspielplatz, ein Bolzplatz und ein offener gemeindlicher Jugendtreff zur Verfügung. Ein reges Vereinsleben mit 12 Vereinen und Verbänden verschiedentlichster Ausrichtungen ist im Ort anzutreffen. Ein Feuerwehrhaus in der Bergstraße 8 und zwei gemeindliche Backhäuser in der Hinterdorfstr. 6 und Hessenhofstr. 18 dürfen nicht unerwähnt bleiben.
Das Dorf besitzt eine eigene Wasserversorgung und ist an die Abwasserentsorgung der zentralen Kläranlage der Gemeinde Hosenfeld bei Kleinlüder angeschlossen.

## Persönlichkeiten
Söhne und Töchter der Gemeinde
- Helmut Engel, Architekt und langjähriger Kommunalpolitiker, Träger des Bundesverdienstkreuzes am Bande seit 11/2012.
- Karl Honikel, Pädagoge und Heimatforscher, Träger des Bundesverdienstkreuzes am Bande seit 12/2016.[12]